# 奧齊戈 (紐約州)
奧齊戈（英語：Otsego）是一個位於美國紐約州奧齊戈縣的鎮。

## 人口
根據2020年美國人口普查的數據，奧齊戈的面積為152.94平方千米，當中陸地面積為139.57平方千米，而水域面積為13.37平方千米。當地共有人口3641人，而人口密度為每平方千米24人。